# Rudolf Uhlenhaut

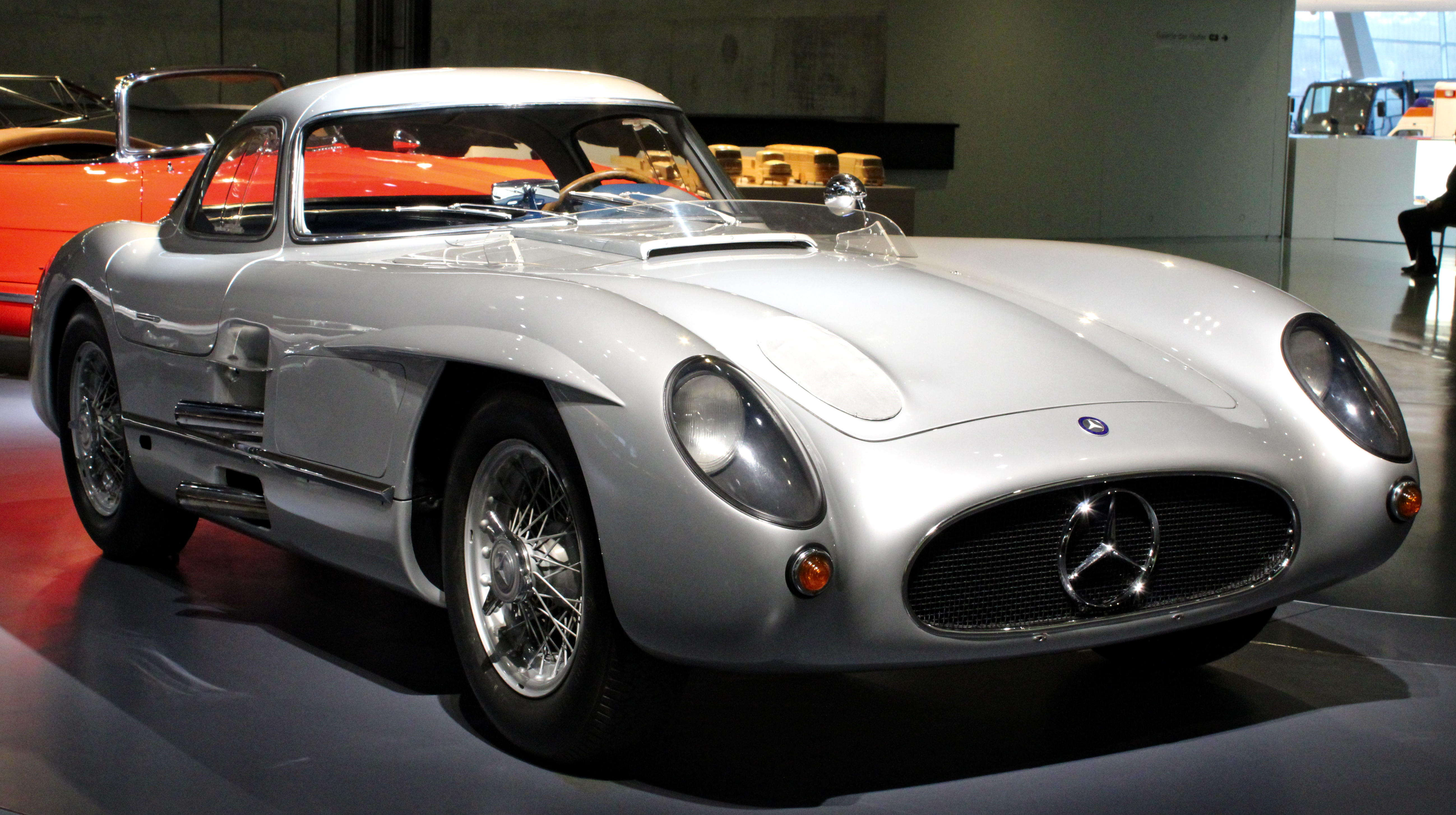
Mercedes-Benz 300 SLR Coupé in der Stuttgarter Mercedes-Benz Welt

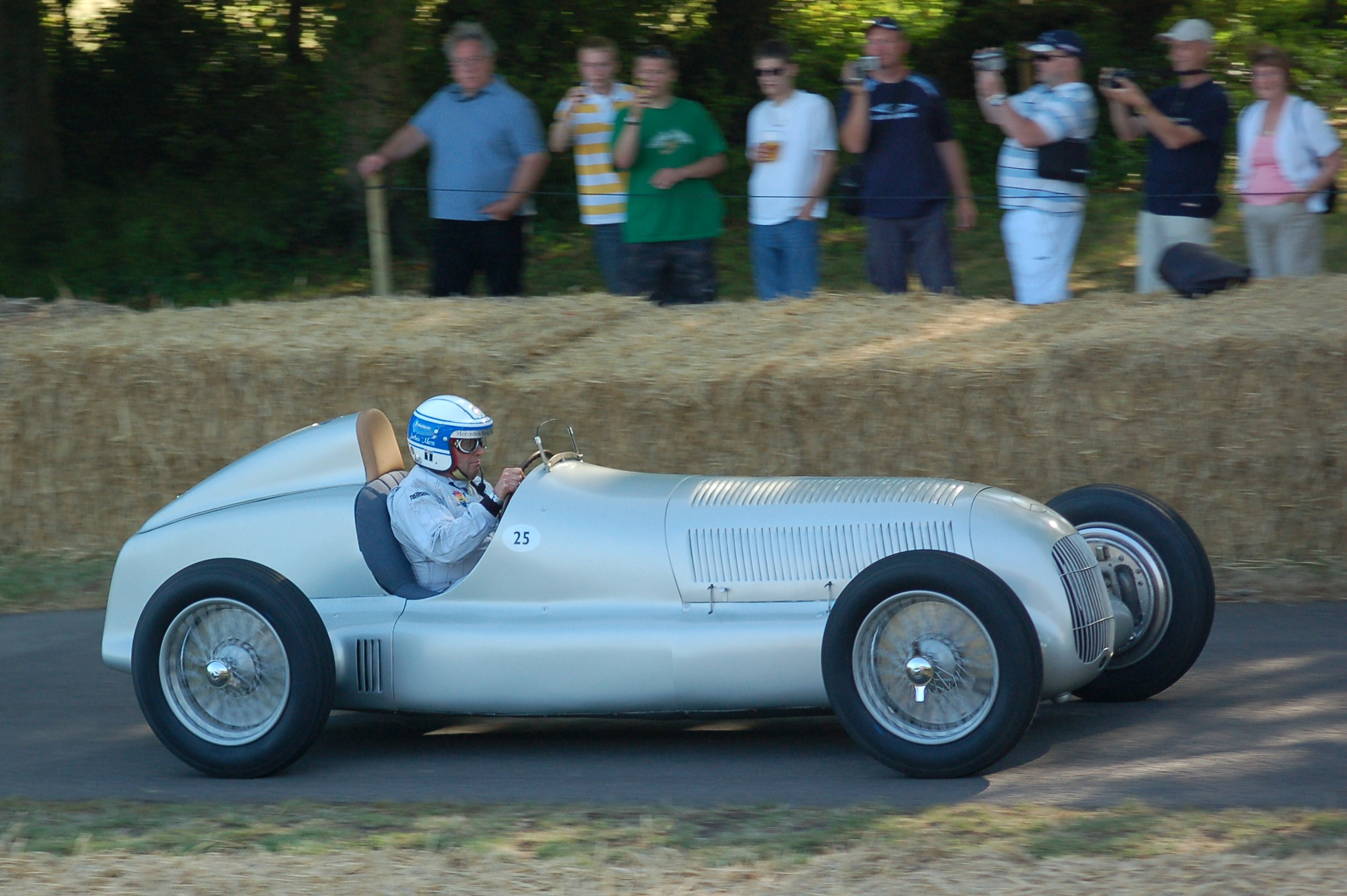
Mercedes-Benz W 25 beim Goodwood Festival of Speed, 2009

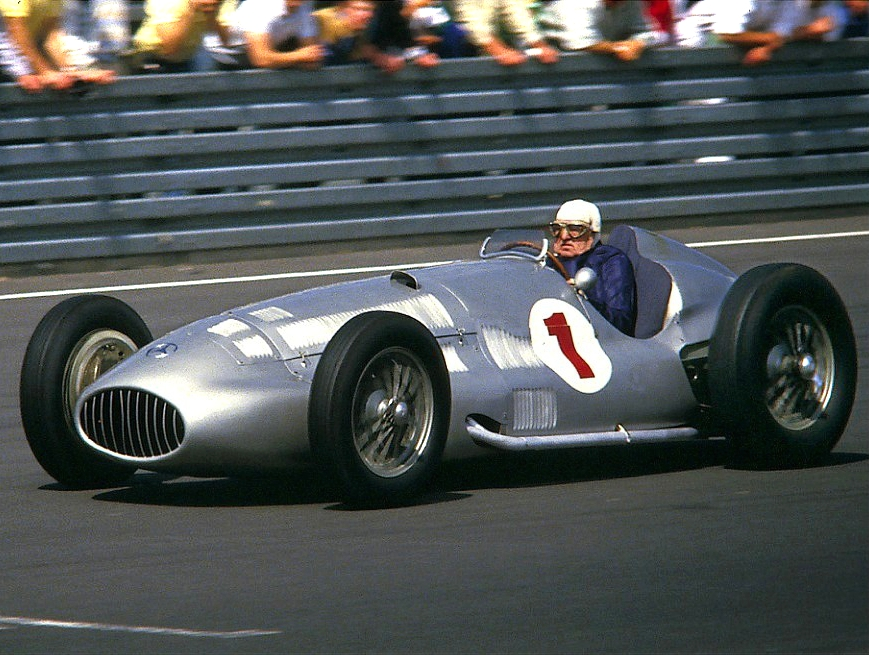
Mercedes-Benz W 154, hier pilotiert von Hermann Lang beim Oldtimer-Grand-Prix (Nürburgring) 1986

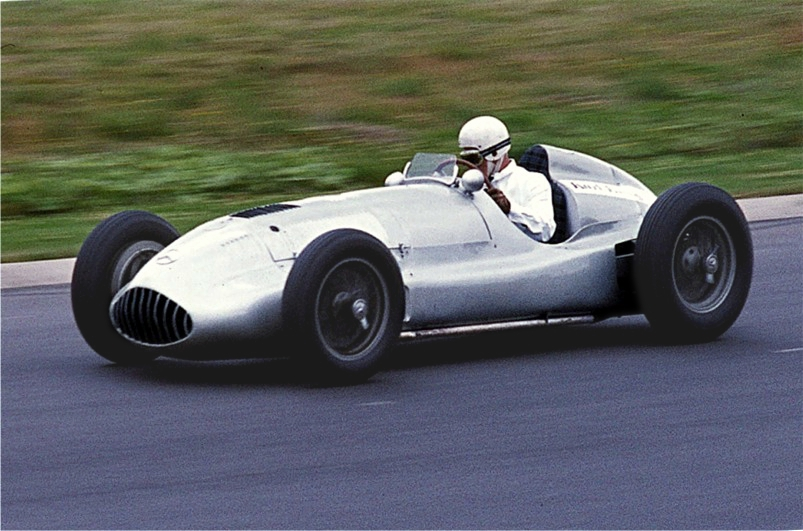
Mercedes-Benz W 165 1984 auf dem Nürburgring

Rudolf Uhlenhaut (* 15. Juli 1906 in London; † 8. Mai 1989 in Stuttgart) war ein deutscher Ingenieur und späterer Vorstand von Daimler-Benz.

## Werdegang
Uhlenhaut, Sohn einer Engländerin und eines Deutschen, kam 1906 in London zur Welt, wo sein Vater die Filiale der Deutschen Bank leitete. Von dort aus zog die Familie zuerst nach Brüssel, später nach Bremen. Das Studium des Maschinenbaus absolvierte er aufgrund seiner Vorliebe fürs Skifahren an der TH München. 1931 kam er als junger Ingenieur zu Daimler-Benz nach Stuttgart und begann seine Karriere unter Fritz Nallinger in der Versuchsabteilung. Dort experimentierte er an Vergasern und arbeitete unter anderem an der Entwicklung des Mercedes-Benz 170 V.
1936 übernahm Uhlenhaut die vakante Leitung der Rennwagenabteilung. In Testfahrten fand der auch als Fahrer begabte Uhlenhaut die Schwächen im zu weichen Chassis des „Silberpfeils“ W 25. Nach ausgiebiger Überarbeitung wurde der neue W 125 das überlegene Auto der Grand-Prix-Europameisterschaft 1937 und Rudolf Caracciola mit ihm Europameister. Der Wagen wurde abgelöst vom W 154, der die Saisons 1938 und 1939 dominierte. Erstaunen erregte seine geradezu „blitzartige“ Konstruktion des 1,5-Liter-Wagens W 165 für den Gran Premio di Tripoli 1939. Dieses Rennen war zum spätestmöglichen Zeitpunkt von der 3-Liter-Meisterschaft auf die Voiturette-Klasse herabgestuft worden – wahrscheinlich, um dem damals in dieser Gruppe führenden Alfa Romeo Typ 159 eine Siegeschance zu geben, die Alfa Romeo mit den 3-Liter-Rennautos in der großen Klasse kaum hatte.
Infolge des Zweiten Weltkriegs konnte Mercedes-Benz erst Anfang der 1950er Jahre wieder einen konkurrenzfähigen Sportwagen bauen. Uhlenhauts Idee war es, mit dem Motor des Typs 300 einen Rennsportwagen zu bauen. Aus dem W 194 (Mercedes-Benz 300 SL), der 1952 überraschend wichtige Sportwagenrennen gewinnen konnte, wurde dann 1954 das legendäre „Flügeltürer-Coupé“ 300 SL (W 198) für die Straße.
Uhlenhaut war stets auf die Verbesserung der Rennwagen bedacht und ging dabei auch persönlich ans Limit. Berühmt sind Begebenheiten mit Rennfahrern wie 1955 mit Juan Manuel Fangio, der erklärte, das Auto sei noch nicht optimal vorbereitet. Uhlenhaut setzte sich daraufhin nach einem opulenten Mittagessen in Anzug und Krawatte ans Steuer und umrundete den Nürburgring drei Sekunden schneller als der Weltmeister, dem er anschließend sagte, er solle doch noch ein wenig üben.
Rudolf Uhlenhaut, der zeitlebens nie einen eigenen Pkw besaß, wird mit verschiedenen Fahrzeugen identifiziert. Am berühmtesten ist das sogenannte „Uhlenhaut-Coupé“ auf Basis des offenen 300-SLR-Achtzylinders, mit dem u. a. Stirling Moss zusammen mit Denis Jenkinson 1955 die Mille Miglia gewonnen hatte. Für die Rennsaison 1956 wurde es mit einer geschlossenen Karosserie versehen, um den Fahrern höheren Langstreckenkomfort zu bieten. Doch Mercedes-Benz zog sich nach dem Unfall beim 24-Stunden-Rennen von Le Mans 1955 aus dem Motorsport zurück. Uhlenhaut nutzte das Fahrzeug in den Folgejahren regelmäßig. Es war deutlich schneller (und lauter) als der 300 SL.
Er war später im Vorstand des Stuttgarter Unternehmens und zuletzt bis zu seiner Pensionierung im Herbst 1972 Leiter der Pkw-Entwicklung. Im Alter brauchte er ein Hörgerät, was er auf das ständige Fahren seiner Boliden zurückführte.

## Ehrungen
- 1954: Verdienstkreuz (Steckkreuz) der Bundesrepublik Deutschland
- 7. Dezember 1972: Dr.-Ing. e. h. der Technischen Universität München[1]